# DW (Español)
DW (Español) ist die lateinamerikanische Version des deutschen Auslandssenders DW-TV der Deutschen Welle. Sie ist die einzige Version, die auf Spanisch sendet.

## Geschichte
Bereits im November 1992 startete die Deutsche Welle von Berlin aus eine spanischsprachige Sendestrecke. Fast genau 20 Jahre lang strahlte der deutsche Auslandssender nur eine Stunde originäres Programm in spanischer Sprache aus. Diese Stunde wurde noch einmal wiederholt, doch auf Grund der herausragenden politischen, wirtschaftlichen und kulturellen Bedeutung Lateinamerikas, entschloss sich die Deutsche Welle ihre spanischsprachige Sendeschiene auszuweiten. Im Februar 2012 unterzog sich die Deutsche Welle einem kompletten Relaunch, dabei wurde das Programm für Lateinamerika, DW (Latinoamérica), von jenen zwei auf nunmehr 20 Stunden täglich ausgeweitet.

## Moderatoren
Nach dem Relaunch wurden neben den etablierten Moderatoren wie Gonzalo E. Cáceres und Ana Plasencia neue verpflichtet: mit Carol Guerrero, Linda Guerrero und Carlos de Vega sind über zwanzig neue Moderatoren aus aller Welt bei DW (Latinoamérica) zu sehen.

## Programm
Ausgewählte Programme von DW (Latinoamérica):
- Journal: Die stündliche Nachrichtensendung in 3-, 15- und 28-Minuten-Fassungen. Die zwei Hauptsendungen werden um 22:00 Uhr und 01:00 Uhr UTC ausgestrahlt.
- Agenda: Drei aktuelle Themen aus Politik und Gesellschaft, Moderation: Carlos de Vega. Dienstags von 18:15 Uhr bis 19:00 Uhr UTC[7]
- Claves: Eine mit lateinamerikanischen Partnern koproduzierte internationale Debatte. Moderiert wird die Sendung vom chilenischen Journalisten Gonzalo E. Cáceres. Cáceres moderierte zuvor aus Berlin die Sendungen Journal und Cuadriga. Später bereitete er mit Debates sin fronteras das neue Format vor.[8] Claves, immer montags von 18:15 Uhr bis 19:00 Uhr UTC[9]

### Sonderprojekte
- Im November 2013 rief DW (Latinoamérica) den Premio de Periodismo Medioambiental, den Journalistischen Umweltpreis aus. In Zusammenarbeit mit Revista Semana und Señal Colombia können kolumbianische Journalisten ihre Arbeiten im Bereich „Umwelt“ einreichen.[10][11]

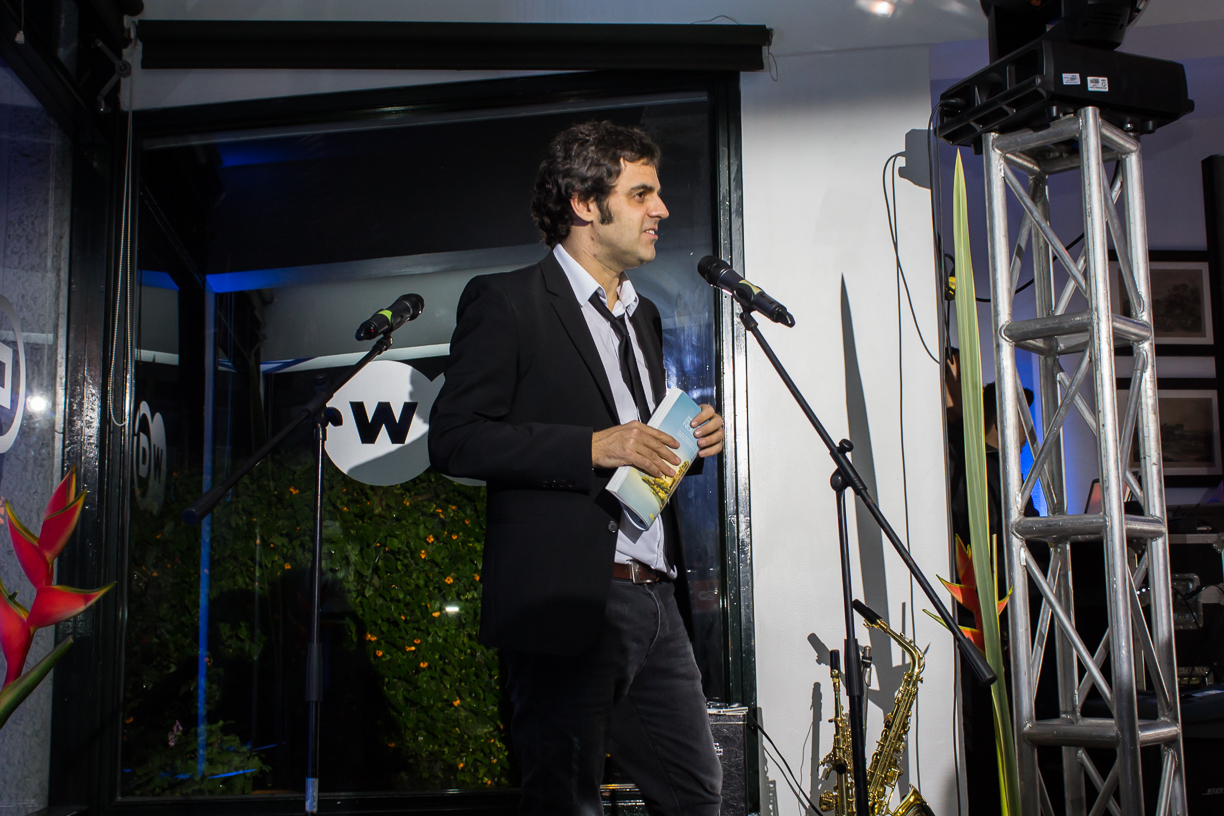
Der stellvertretende Abteilungsleiter von DW (Latinoamérica) Eduardo Méndez Gaa im November 2013 während der Bekanntgabe des DW Umweltpreises in Bogota, Kolumbien.

- Die Debates del Bicentenario waren eine Sonderreihe von DW-TV anlässlich der 200-Jahr-Feiern der Unabhängigkeit verschiedener Länder Lateinamerikas. DW kooperierte dabei mit TV CUATRO aus Mexiko, UCV-TV aus Chile und RCN aus Kolumbien. Gonzalo E. Cáceres moderierte die Sendung mit Moderatoren der Partnersender und führte mit den Debates del Bicentenario seine Reihe Debates sin fronteras fort.[12]

Aufzeichnung der Debates del Bicentenario in Berlin:
Aufzeichnung Debates del Bicentenario in Mexiko, Dolores Hidalgo (Guanajuato)

Logo von DW-TV bis 5. Februar 2012

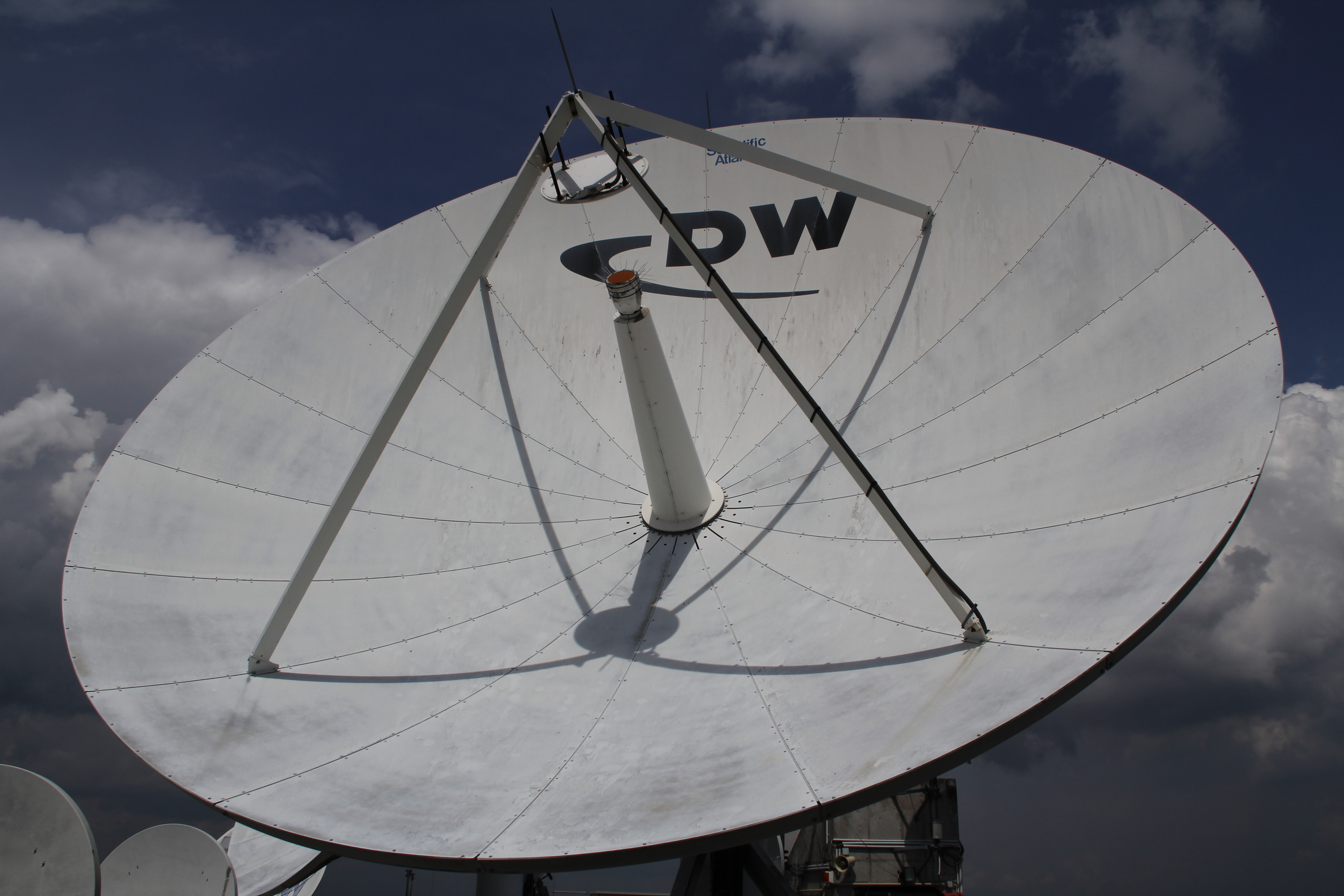
Sendeanlage DW Berlin